# Секиринский, Сергей Анатольевич
Серге́й Анато́льевич Секиринский (укр. Сергій Анатолійович Секиринський; 4 [17] июня 1914, Ялта, Таврическая губерния — 1990) — советский историк, доктор исторических наук (1975), профессор (1977).

## Биография
Родился 4 июня 1914 года в Ялте.

### Образование
В 1938 году окончил Крымский государственный педагогический институт им. М. В. Фрунзе (ныне Таврический национальный университет им. В. И. Вернадского). В 1951 году в Московском городском педагогическом институте им. В. П. Потемкина защитил кандидатскую диссертацию на тему «Очерки истории Сурожа IX—XV вв.». В 1975 году во Львовском государственном университете им. И. Я. Франко защитил докторскую диссертацию на тему «Сельское хозяйство и крестьянство Крыма и Северной Таврии в конце XVIII — начале XX века (1783—1917 гг.)».

### Деятельность
В 1931—1934 годах Секиринский работал учителем начальной школы в Ялте. По окончании вуза, остался в нём работать и прошёл следующие ступени карьеры: преподаватель (1939—1941), старший преподаватель (1945—1950), заведующий кафедрой всеобщей истории историко-филологического факультета (1950), декан историко-филологического факультета (1951—1958), доцент кафедры всеобщей истории историко-филологического факультета (1958—1975), заведующий кафедрой истории древнего мира и средних веков (1976—1987, профессор с 1977 года). В 1987—1990 годах Сергей Анатольевич — профессор-консультант кафедры истории древнего мира и средних веков исторического факультета Симферопольского государственного университета им. М. В. Фрунзе.
Под научным руководством С. А. Секиринского защищено две кандидатские диссертации.
Наряду с научно-педагогической, занимался общественной деятельностью — был председателем правления Крымской организации Украинского общества охраны памятников истории и культуры (1966—1981). Когда в 1960 году когда Академией наук СССР был организован постоянно действующий Симпозиум по аграрной истории стран Восточной Европы, С. А. Секиринский долгие годы был его непременным участником.
Умер в 1990 году. Его сын Сергей также стал учёным-историком.